# 英国血液污染丑闻
英国血液污染丑闻，又称“英国血祸”，是指20世纪70年代至80年代期间，约30,000名病人在接受英国國民保健署治疗后感染艾滋病和丙型肝炎的事件，导致约3,000人死亡。事件涉及约5,000名血友病或其他血液病患者，以及在手术后接受输血的病人。大部分受污染的血浆和血液制品是从美国进口的。事件发生以来，历届英国政府长期拒绝对事件展开调查，直至2017年7月，时任英国首相文翠珊宣布对丑闻进行独立调查，她因此受到广泛赞誉。文翠珊表示，“遭受如此多痛苦和苦难的受害者及其家人应该得到答案，他们有权了解这种事情为什么会发生的”。该独立调查委员会于2024年5月20日公布最终调查报告，指出医生、政府和在明知治疗使用的血液存在感染风险的情况下，仍将患者暴露于风险之中，且在事故发生后试图隐瞒真相。该报告又认为此事故在很大程度上是可以避免的。
导致血友病患者染病的主要原因是治疗用的第八凝血因子受到污染。该制品的生产过程需要同时使用来自大量不同捐赠者的血浆，因而存在传播疾病的风险。进口自美国的血液制品部分源自囚犯、吸毒者等高风险群体；而在进口过程中，英国方面长期未有对有关血液制品采取检验或消毒措施。
当时，美国向捐血者支付全血费用的做法实际上已经停止。根据纪录片《Factor 8: The Arkansas Prison Blood Scandal》中所述，英国没有从国外进口全血，但却进口了大量的第八凝血因子。英国进口这些产品是因为它自己生产的产品不够用，而同时要实现因子VII自给自足的资金又不足。1986年发表的一项研究显示，接受商业凝血因子产品的人中有76%感染了HIV，而那些只接受先前治疗（冷冻沉淀品）的人没有感染。
虽然时任首相戴维·卡梅伦代表英国政府向受害者们道歉，但是历届英国政府、医疗保健组织或制药实体都没有正式承认对丑闻负责。作为正在进行的公众调查的一部分，3,000名幸存的受害者在2022年8月获得了临时赔偿金。当时的政府被告知这些幸存者的死亡率非常高（平均每4天有1人逝世），因此批准尽快支付这笔赔偿金。
2024年5月20日，经历长达六年的调查，内容有2000多页的“感染血液调查”报告终于对外公布，报告称这事件是“英国国民保健署（NHS）历史上最严重的医疗事故”。2024年5月21日，内阁办公室部长约翰·格伦（John Glen）宣布成立新的“感染血液赔偿局”（Blood Compensation Authority），为受害者管理一项新的赔偿计划。